# Winthemia rufonotata
Winthemia rufonotata là một loài ruồi trong họ Tachinidae.